# 코불레티

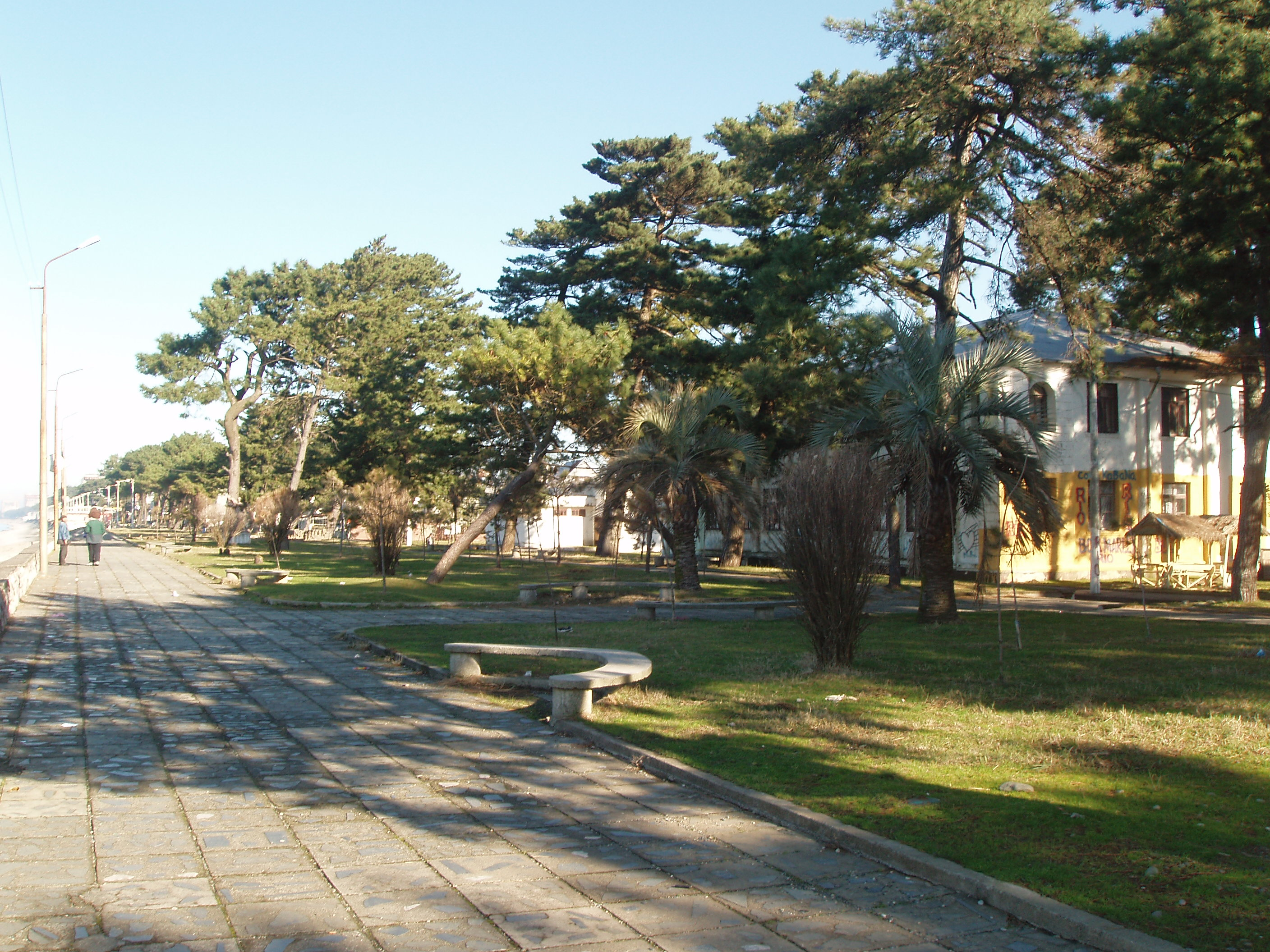
코불레티에 있는 해안 리조트

코불레티(조지아어: ქობულეთი)는 조지아 남서부에 위치한 아자리야 공화국의 도시로 흑해 동부 연안과 접한다. 해안 리조트로 유명하며 조지아 관광객과 구소련 국가 출신 관광객이 매년 이 곳을 찾는다. 17세기부터 19세기까지 구리아 공국과 오스만 제국의 지배를 받았으며 오스만 제국 시대에는 취뤼크수(Çürüksu)라고 부르기도 했다.

## 같이 보기
- 아자리야
- 바투미